# Jean-Christophe Notin
Pour les articles homonymes, voir Notin.
Jean-Christophe Notin, né le 25 juillet 1970, est un écrivain, historien, essayiste, romancier, et documentariste français.

## Biographie
Après des études scientifiques (ingénieur des Mines de Paris), il décide de se consacrer à l'écriture, avec un intérêt particulier pour l'histoire militaire et politique des XXe et XXIe siècles. 
Depuis 2005, Jean-Christophe Notin collabore régulièrement avec l'hebdomadaire L'Express,.
Son premier essai, 1 061 compagnons (Perrin, 2000), sanctionnant deux années de rencontres avec les Résistants et les Français libres, reçoit le prix Espoir de la Fondation Charles-de-Gaulle et une mention spéciale du prix de la Résistance.
Son essai suivant, La Campagne d'Italie (Perrin, 2002), premier ouvrage d'importance consacré aux victoires de l'armée française pendant la Seconde Guerre mondiale,, reçoit en 2003 le prix du maréchal-Foch décerné par l'Académie française et le prix des Écrivains combattants et le prix Raymond-Poincaré. 
En 2007, il se lance dans le roman tout en continuant ses travaux d'essayiste. 
En 2008, la biographie Foch : le mythe et les réalités (Perrin) lui vaut le Prix Louis-Marin,.
En 2011, la parution de La Guerre de l'ombre des Français en Afghanistan (Fayard) dans lequel il relate les opérations menées par la Direction générale de la Sécurité extérieure (DGSE) en Afghanistan depuis l'invasion de l'URSS en 1979. Selon une interview donnée à L'Express, Notin révélerait en particulier que les talibans ont offert Ben Laden aux services français après le 11 septembre 2001. Selon le journaliste Jean-Marc Tanguy, Notin ferait également mention des relations entretenues avec Massoud et les talibans. Selon Jean-Dominique Merchet, il s'agirait du premier livre traitant avec « un aussi grand luxe de détails » l'engagement de la DGSE sur un champ de bataille. L'Express lui décerne son prix de l'essai 2011. En 2012, le centre Thucydide lui décerne le prix Albert-Thibaudet.
Avec La Vérité sur notre guerre en Libye (Fayard, 2012), Notin livre tous les détails de l'intervention française un an après. Il insiste en particulier sur le rôle des forces spéciales qui avait fait l'objet de beaucoup de rumeurs : il révèle ainsi l'action à terre de commandos marine (ce qui infirme les déclarations officielles au sujet de l'absence de soldats français sur le sol libyen), mais en en modérant l'ampleur ; il expose aussi l'existence d'une liaison radio entre le sol et les avions de bombardement, mais pas pour des actions de ciblage laser. Il qualifie enfin de « grotesques » les rumeurs leur attribuant la mort de Kadhafi. Et il relativise le rôle que Bernard-Henri Lévy a affirmé avoir joué, ce que confirment, trois ans après la sortie de son livre, des documents confidentiels américains.
En 2013, avec Le Crocodile et le scorpion (Le Rocher), Notin analyse les relations franco-ivoiriennes depuis 1999 grâce aux témoignages de la plupart des acteurs impliqués. Il relate en particulier l'assaut final sur la résidence de Laurent Gbagbo. Il y révèle aussi pour la première fois une opération secrète où de nombreuses forces spéciales françaises ont échappé de peu à un guet-apens à Abidjan en avril 2011, ainsi que l'existence d'un bureau ultrasecret de guerre psychologique.
En 2014, sort La Guerre de la France au Mali (Tallandier), un essai qui relate l'opération Serval au Mali. Notin révèle que le discours politique au démarrage de la guerre était en décalage par rapport à la réalité : pas de « colonnes » djihadistes, pas d'interception d'appel téléphonique; c'est sur la foi d'une analyse de la DGSE que François Hollande a donné le feu vert . Il livre également, selon Jean-Dominique Merchet, « un récit très détaillé des opérations militaires, y compris celles, volontiers discrètes, du Commandement des opérations spéciales », mais aussi de la DGSE en révélant que celle-ci aurait neutralisé « près de quatre-vingt djihadistes » de 2009 à 2012. Autres révélations du livre : les tentatives de libération d'otages, ainsi que les liens des forces françaises avec le MNLA. Selon Notin, Serval aurait également été le théâtre d'une coopération « inédite » entre services secrets  français et algériens. Le ministre de la Défense Jean-Yves Le Drian en fait son livre préféré de l'année 2014, expliquant que « Notin a la connaissance la plus précise qui soit des opérations conduites lors de la libération éclair du Mali, mais aussi des prises de décision qui ont conduit à la réussite de cette vaste manœuvre. Il y ajoute une intelligence des situations politiques et des relations entre le décideur politique et le chef militaire ». Le livre reçoit en 2015 le prix littéraire des cadets de Saint-Cyr, et l'Académie des sciences morales et politiques lui décerne également le prix Edmond-Fréville Pierre Messmer.
En 2015, il publie la biographie du maréchal Juin (Tallandier). Selon L'Opinion, l'auteur y décrit un maréchal à l'« attitude attentiste, prudentissime, ambiguë (qui) dure jusqu’après le débarquement des alliés en Afrique du Nord en 1942. » L'armée de terre lui décerne le prix Erwan-Bergot en juin 2016.
Publiée en 2018, sa biographie d'Alexandre de Marenches (Tallandier), reçoit de l'Académie du renseignement son premier grand prix littéraire le 9 janvier 2019.
En 2019, avec Ils étaient 1038 (Tallandier), il recueille des entretiens avec 90 compagnons de la Libération.
En 2020, avec Français, le monde vous regarde (Tallandier), il recueille les confidences de 32 diplomates chevronnés, qui brossent un portrait inédit de la France, de son rayonnement comme de ses blocages.
L'année suivante, avec Les guerriers sans nom (Tallandier), il propose les  retranscriptions d’échanges avec toute la chaîne hiérarchique des forces spéciales : de ses principaux généraux et commandants, jusqu’à ses jeunes officiers et sous-officiers. Les conversations avec cette trentaine de témoins issus de différentes unités – la plupart sous le couvert de l’anonymat – s’avèrent l’occasion de réflexions détaillées sur leurs engagements, leurs faits d’armes, leurs ambitions. Y figurent aussi les témoignages des veuves de deux membres du commando Hubert tués lors d’une libération d’otages au Burkina Faso, en mai 2019. Selon Le Monde, de cet essai « émane d’un des auteurs les plus appréciés des cénacles régaliens ».
Avec Dans l'honneur et par la victoire (Calmann-Lévy, 2021), Notin propose un « véritable calendrier : pour chaque jour de l'année (29 février compris), il associe un Compagnon de la Libération, formant 366 micro-histoires qui ont un lien avec le jour en question ». 
En 2024, il publie deux essais : d'abord la première biographie de Lazare Pytkowicz (Petit Louis, Grasset), le plus jeune Compagnon de la Libération, puis DGSE, La fabrique des agents secrets (Tallandier), qui, selon La Croix permet de « pénétrer dans les coulisses de la Direction générale de la sécurité extérieure (DGSE), tout le monde en rêve, l'écrivain [...] l'a fait ». Pour Le Point, c'est « le livre que doit lire tout candidat à un poste d’agent à la DGSE ». Cet essai reçoit le prix des lecteurs de Nice-Matin en octobre 2024.

## Publications
- 1 061 compagnons, Perrin, 2000  (ISBN 2-262-01606-2).
- La Campagne d'Italie, Perrin, 2002  (ISBN 978-2-262-02631-8).
- Les vaincus seront les vainqueurs, Seuil, 2004  (ISBN 978-2-262-01969-3). Reconstitution des dernières batailles menées par les troupes françaises contre le Troisième Reich[37].
- Leclerc, Perrin, 2005  (ISBN 978-2-262-02173-3) ; rééd. 2010  (ISBN 978-2-262-03294-4). Biographie mettant au jour bien des aspects inconnus concernant le maréchal Leclerc, sa famille, sa carrière militaire, l'Indochine et, surtout, grâce à une enquête minutieuse, l'accident fatal du 28 novembre 1947[38].
- Otage@bagdad, éditions Privé, 2007  (ISBN 978-235-076070-4). Roman : un ancien conseiller de François Mitterrand, Jean-Léon Gradel, fait croire  qu'il a été pris en otage à Bagdad et en profite pour régler des comptes avec le monde médiatique et politique.
- Nom de code : la murène, thriller, (éditions du Seuil), 2008  (ISBN 978-2-020965330)[39].
- Foch : le mythe et les réalités, Perrin, 2008  (ISBN 978-2-262-02357-7).
- Le général Saint-Hillier, De Bir-Hakeim au putsch d'Alger, Perrin, 2009[40],[41]  (ISBN 978-2-262-02791-9).
- La Guerre de l'ombre des Français en Afghanistan, Fayard, mai 2011  (ISBN 2213654964) — sortie en poche, Tallandier, juin 2017  (ISBN 9791021007482).
- La Vérité sur notre guerre en Libye, Fayard, octobre 2012  (ISBN 2213668981).
- Le Crocodile et le scorpion, Rocher, décembre 2013  (ISBN 9782268075488).
- La Guerre de la France au Mali, Tallandier, juin 2014  (ISBN 9791021004566).
- Leclerc, biographie, Éditions Perrin, 2015[42].
- Maréchal Juin, Tallandier, 2015, 716 pages.
- Le Maître du secret. Alexandre de Marenches, légende des services secrets français, Tallandier, 2018, 555 p.
- Ils étaient 1038, Entretiens inédits avec les Compagnons de la Libération, Tallandier, 2019, 399 p.
- Français, le monde vous regarde, Tallandier, 2020, 432 p.
- Les guerriers sans nom, Tallandier, 2021, 381 p.
- Dans l'honneur et par la victoire, Calmann-Lévy, 2021, 272 pages.
- Mathilde Carré alias « La Chatte », De la Résistance à la collaboration (et retour), Seuil, 2022, 368 pages.
- 500 combattants de la Libération, Tallandier, 2022, 256 pages[43].
- Petit Louis, Grasset, 2024, 224 pages.
- DGSE. La fabrique des agents secrets, Tallandier, 2024, 333 pages.

## Filmographie
Préparant un livre sur l'opération Serval au Mali, il est coauteur du reportage Quand l'armée filme la guerre, diffusé par le magazine Envoyé spécial le 17 octobre 2013, utilisant des images inédites de l'armée française.
Le 20 octobre 2015, France 2 diffuse son deuxième documentaire consacré au Mali, La France en guerre, où témoignent tous les acteurs de l'époque, du président de la République aux exécutants militaires, en passant par les diplomates ou le directeur de la DGSE. 
Il est l'auteur du film Les guerriers de l'ombre, diffusé par Canal + en juin 2017, réalisé par Frédéric Schoendoerffer, qui propose pour la première fois un portrait des agents clandestins de la DGSE.
En 2022, J.-Ch. Notin réalise une adaptation de son compte Twitter "Paroles de combattants de la Libération" pour les réseaux numériques et les antennes de France Télévision, sous forme d'une série de portraits intitulée Parcours de combattant(s) dont il est l'auteur.
En avril 2024, il est l'auteur du film DGSE, La fabrique des agents secrets, adaptation du livre éponyme, réalisé par Théo Ivanez et diffusé par France 2.